# Колодозерское общество
Колодозерское общество — сельское общество в составе Колодозерской волости Пудожского уезда Олонецкой губернии

## Состав
Согласно «Списку населённых мест Олонецкой губернии по сведениям за 1905 год» общество состояло из следующих населённых пунктов:
| №  | Населённый пункт                          | Расстояние до волостного правления в верстах | Всего жителей (1873) | Всего жителей (1905) |
| -- | ----------------------------------------- | -------------------------------------------- | -------------------- | -------------------- |
| 1  | Сюзик-озерская или Сюзик-озеро (Новоселы) | 20                                           | 39                   | 40                   |
| 2  | Пирзаковская (Кукасова)                   | 4                                            | 136                  | 175                  |
| 3  | Бревновская                               | 1                                            | 12                   | 20                   |
| 4  | Пеновская (Кукасова)                      | 4                                            | 15                   | 17                   |
| 5  | Доршинская (Дорошинская, Устрека)         | -                                            | 40                   | 70                   |
| 6  | Мичуринская (Устрека)                     | -                                            | 74                   | 106                  |
| 7  | Исаковская                                | 1                                            | 28                   | 25                   |
| 8  | Овчинниковская                            | 1                                            | 10                   | 1                    |
| 9  | Пустошь Герасимовская                     | 1                                            | 13                   | 26                   |
| 10 | Колодозерский Погост (Погосское)          | в.п.                                         | 98                   | 166                  |
| 11 | Александровская (Ершова)                  | 1                                            | 37                   | 35                   |
| 12 | Улитинская (Вавулина)                     | 2                                            | 23                   | 29                   |
| 13 | Сутуловская (Спирина)                     | 3                                            | 19                   | 33                   |

В настоящее время территория общества относится в основном к Пудожскому району Республики Карелия.